# 金哲 (軍人)
金哲（김철、生年不明 - 2012年1月）は、朝鮮民主主義人民共和国の軍人。朝鮮人民軍武装副部長を務めた。金正日の哀悼期間中に飲酒をしたとして、金正恩は処刑を指示した。韓国の新聞《朝鮮日報》によると、金哲は銃による処刑ではなく、迫撃砲を受けて身や骨を粉々に砕かれたとされる。周囲の人間を認めさせるために金正恩が残虐な手段をとったとの論もある。一方、雑誌《フォーリン・ポリシー》は情報源を疑問視し、報道は誇張されていると述べた。